# Edelweiss Air
Edelweiss Air is een Zwitserse luchtvaartmaatschappij met thuisbasis in Zürich.

## Geschiedenis
Edelweiss Air werd opgericht in 1995 door Kuoni Travel.

## Vloot
De vloot van Edelweiss Air bestond in maart 2025 uit de volgende 16 toestellen.
| Type            | Totaal | Orders | Passagiers | Passagiers | Passagiers | Passagiers | Notes                                                    |
| Type            | Totaal | Orders | J          | Y+         | Y          | Totaal     | Notes                                                    |
| --------------- | ------ | ------ | ---------- | ---------- | ---------- | ---------- | -------------------------------------------------------- |
| Airbus A320-200 | 14     | —      | —          | —          | 174        | 174        |                                                          |
| Airbus A340-300 | 5      | —      | 27         | 76         | 211        | 314        | Wordt uitgefaseerd en vervangen door de Airbus A350-900. |
| Airbus A350-900 | 1      | 5      | 30         | 63         | 246        | 339        | Vervangt de Airbus A340-300. Leveringen starten in 2025. |
| Totaal          | 20     | 5      |            |            |            |            |                                                          |